# 898
Раннє Середньовіччя •  Епоха вікінгів •  Золота доба ісламу •  Реконкіста

## Геополітична ситуація
У Візантії триває правління Лева VI. Арнульф Каринтійський має титул імператора Заходу. На підконтрольних франкам теренах існують Західне Франкське королівство, Східне Франкське королівство, Італійське королівство, Бургундія. Північ Італії належить Італійському королівству під владою франків, середню частину займає Папська область, герцогства на південь від Римської області незалежні, деякі області на півночі та на півдні належать Візантії, інші окупували сарацини. Піренейський півострів, окрім Королівства Астурія та Іспанської марки, займає Кордовський емірат. Північну частину Англії захопили дани, на півдні править Вессекс. Існують слов'янські держави: Перше Болгарське царство, Велика Моравія, Богемія, Приморська Хорватія, Київська Русь. Паннонію окупували мадяри.
Аббасидський халіфат очолює аль-Мутадід, халіфат втрачає свою могутність. У Китаї править династія Тан. Значними державами Індії є Пала, Пратіхара, Чола. В Японії триває період Хей'ан. На північ від Каспійського та Азовського морів існує Хозарський каганат.
На території лісостепової України в IX столітті літописці згадують слов'янські племена білих хорватів, бужан, волинян, деревлян, дулібів, полян, сіверян, тиверців, уличів. Частина цих племен платить данину Київській Русі. У Північному Причорномор'ї співіснують різні кочові племена, зокрема хозари, алани, тюрки, угри, печеніги, кримські готи. Херсонес Таврійський належить Візантії.

## Події
- Угри з'явилися під стінами Києва.
- Перша згадка про Галич[1].
- У Великій Моравії спалахнула війна між Моймиром II і його братом Святополком, у яку втрутилися війська Східної марки.
- Король Західного Франкського королівства Ед Паризький помер і йому успадкував Карл III Простакуватий.
- Карл III Простакуватий дав відсіч вікінгам на Соммі.
- Убито короля Італії Ламберта II Сполетського.
- Розпочався понтифікат Івана IX. Новий Папа наказав спалити документи Трупного синоду. Водночас він підтримав претензії Ламберта II Сполетського, ще до його смерті, на титул імператора.
- Сарацини завдали поразки візантійському флоту поблизу берегів Сицилії.